# Oliver Spasovski
Oliver Spasovski (makedonsky: Оливер Спасовски; * 21. října 1976, Kumanovo) je severomakedonský politik. Je představitelem sociálnědemokratické strany SDSM (Socijaldemokratski Sojuz na Makedonija). Od 3. ledna do 30. srpna 2020 byl premiérem, vedl přechodnou vládu, jejímž úkolem bylo dovést zemi do předčasných parlamentních voleb. Několikrát byl ministrem vnitra (2015–2016, 2017–2020, 2020–2024). V letech 2013 až 2017 byl generálním tajemníkem SDSM. V letech 2008 až 2011 byl hejtmanem opštiny Kumanovo. V letech 2001 až 2005 byl poradcem starosty svého rodného města Kumanovo. Vystudoval práva na univerzitě ve Skopje a poté pracoval jako právník.